# Жан-Мішель Пекері
Жан-Мішель Пекері (фр. Jean-Michel Pequery; нар. 30 травня 1978) — колишній французький тенісист.
Найвищу одиночну позицію світового рейтингу — 180 місце досяг 20 вересня 2004, парну — 256 місце — 20 вересня 2004 року.
Завершив кар'єру 2007 року.

## Фінали челленджерів і ф'ючерсів

### Одиночний розряд: 15 (9–6)
| Легенда (одиночний розряд) |
| Челленджери (0–1)          |
| Ф'ючерси (9–5)             |

| Результат | Ранг | Дата            | Турнір                      | Покриття | Суперник у фіналі  | Рахунок у фіналі    |
| Поразка   | 1.   | 11 жовтня 1999  | Сен-Дізьє, Франція          | Тверде   | Мікаель Льодра     | 3–6, 6–2, 2–6       |
| Перемога  | 1.   | 25 жовтня 1999  | Родез, Франція              | Тверде   | Філіпп Паск'є      | 6–1, 7–6            |
| Перемога  | 2.   | 30 жовтня 2000  | Родез, Франція              | Тверде   | Мартін Громець     | 86–7, 6–3, 6–4      |
| Поразка   | 2.   | 29 січня 2001   | Довіль (Кальвадос), Франція | Ґрунт    | Поль-Анрі Матьє    | 3–6, 5–7            |
| Перемога  | 3.   | 30 вересня 2002 | Невер, Франція              | Тверде   | Андрес Педросо     | 6–4, 6–2            |
| Перемога  | 4.   | 15 вересня 2003 | Мюлуз, Франція              | Тверде   | Джеймі Дельгадо    | 7–5, 4–6, 6–4       |
| Перемога  | 5.   | 22 вересня 2003 | Плезір, Франція             | Тверде   | Ян Мінарж          | 7–5, 7–69           |
| Перемога  | 6.   | 29 вересня 2003 | Невер, Франція              | Тверде   | Себастьєн де Шонак | 6–4, 6–4            |
| Перемога  | 7.   | 8 березня 2004  | Лілль, Франція              | Тверде   | Урос Віко          | 6–4, 6–4            |
| Перемога  | 8.   | 19 квітня 2004  | Доха, Катар                 | Тверде   | Ладіслав Шварць    | 6–3, 6–3            |
| Перемога  | 9.   | 26 квітня 2004  | Доха, Катар                 | Тверде   | Ладіслав Шварць    | 6–0, 46–7, 6–1      |
| Поразка   | 3.   | 19 липня 2004   | Вальядолід, Іспанія         | Тверде   | Ніколя Маю         | 3–6, 6–3, 5–6, ret. |
| Поразка   | 4.   | 24 січня 2005   | Фешероль, Франція           | Тверде   | Стів Дарсі         | 4–6, 16–7           |
| Поразка   | 5.   | 29 березня 2005 | Бат, Велика Британія        | Тверде   | Петр Краллерт      | 26–7, 2–6           |
| Поразка   | 6.   | 3 жовтня 2005   | Невер, Франція              | Тверде   | Флорін Мерджа      | 46–7, 7–62, 2–6     |

### Парний розряд: 21 (13–8)
| Легенда           |
| Челленджери (1–2) |
| Ф'ючерси (12–6)   |

| Результат | Ранг | Дата            | Турнір                     | Покриття | Партнер              | Суперники у фіналі                 | Рахунок у фіналі |
| Поразка   | 1.   | 9 лютого 1998   | Берггайм, Австрія          | Килим    | Жюльєн Бутте         | Маркус Менцлер Маркус Вісльшперґер | 6–4, 1–6, 0–6    |
| Поразка   | 2.   | 4 травня 1998   | Кардіфф, Велика Британія   | Ґрунт    | Марк Меррі           | Нік Гоулд Том Спінкс               | 2–6, 0–6         |
| Поразка   | 3.   | 21 квітня 1999  | Джакарта, Індонезія        | Тверде   | Жан-Франсуа Башло    | Сулістьйо Вібово Боніт Вір'яван    | 3–6, 6–3, 5–7    |
| Перемога  | 1.   | 5 липня 1999    | Бург-ан-Бресс, Франція     | Ґрунт    | Максім Боє           | Г'юго Армандо Мін Ле               | w/o              |
| Перемога  | 2.   | 4 жовтня 1999   | Сарргемін, Франція         | Килим    | Режіс Лавернь        | Олів'є Пасьянс Олів'є Рохус        | 6–4, 6–4         |
| Перемога  | 3.   | 11 жовтня 1999  | Сен-Дізьє, Франція         | Тверде   | Мікаель Льодра       | Давід Базіль Арно Фонтен           | 6–3, 6–3         |
| Поразка   | 4.   | 15 травня 2000  | Касабланка, Марокко        | Ґрунт    | Ніколя Томанн        | Ешлі Форд Джордан Керр             | 3–6, 2–6         |
| Перемога  | 4.   | 29 травня 2000  | Дублін, Ірландія (острів)  | Килим    | Жіль Ельсенеер       | Яркко Ніємінен Крістіан Плесс      | 7–62, 4–6, 6–3   |
| Перемога  | 5.   | 26 травня 2003  | Марракеш, Марокко          | Ґрунт    | Фабріс Бетанкур      | Клод Н'Горан Валентен Санон        | 6–4, 6–4         |
| Перемога  | 6.   | 15 вересня 2003 | Мюлуз, Франція             | Тверде   | Гарі Лугассі         | Міхаель Беррер Роман Валент        | 6–0, 6–2         |
| Поразка   | 5.   | 22 вересня 2003 | Плезір, Франція            | Тверде   | Сліман Сауді         | Ерік Буторак Петар Попович         | w/o              |
| Перемога  | 7.   | 28 січня 2004   | Фешероль, Франція          | Тверде   | Ніколя Турт          | Стефан Юе Ерік Продон              | 7–66, 6–4        |
| Перемога  | 8.   | 8 березня 2004  | Лілль, Франція             | Тверде   | Жан-Франсуа Башло    | Марк Жікель Едуар Роже-Васслен     | 7–64, 6–3        |
| Поразка   | 6.   | 26 квітня 2004  | Доха, Катар                | Тверде   | Роган Бопанна        | Мустафа Гусе Харш Манкад           | 1–6, ret.        |
| Поразка   | 7.   | 13 вересня 2004 | Тегеран, Іран              | Ґрунт    | Франк Мозер          | Олівер Марах Жан-Клод Шеррер       | 0–6, 0–6         |
| Перемога  | 9.   | 20 вересня 2004 | Плезір, Франція            | Тверде   | Жан-Франсуа Башло    | Марк Ораду Арно Дельгадо           | 6–2, 6–0         |
| Перемога  | 10.  | 24 січня 2005   | Фешероль, Франція          | Тверде   | Жосслен Уанна        | Патріс Атьяс Жонатан Ілер          | 7–61, 6–3        |
| Поразка   | 8.   | 5 липня 2005    | Ноттінгем, Велика Британія | Трава    | Айсам-уль-Хак Куреші | Джошуа Гудолл Мартін Лі            | 4–6, 06–7        |
| Перемога  | 11.  | 3 жовтня 2005   | Невер, Франція             | Тверде   | Жюльєн Жанп'єр       | Девід Шервуд Кайл Спенсер          | 6–4, 76–7, 7–5   |
| Перемога  | 12.  | 3 квітня 2006   | Бат, Велика Британія       | Тверде   | Жан-Франсуа Башло    | Олів'є Шарруен Ніколя Турт         | 4–6, 6–4, 6–3    |
| Перемога  | 13.  | 24 квітня 2006  | Лансароте, Іспанія         | Тверде   | Грегорі Карраз       | Бенедікт Дорш Стевен Кортелінґ     | 6–3, 7–5         |